# Gandak
Der Gandak (Hindi गंडक Ganḍak; auch Gandaki; in Nepal Narayani) ist ein linker Nebenfluss des Ganges in Nepal und in den indischen Bundesstaaten Uttar Pradesh und Bihar.
Der Gandak entsteht nördlich von Bharatpur am Zusammenfluss seiner beiden Quellflüsse Kali Gandaki und Trishuli. Er verlässt das Bergland des Himalayas und fließt in überwiegend südsüdöstlicher Richtung durch den nördlichen Teil der Gangesebene. Er bildet dabei streckenweise die Grenze zwischen Uttar Pradesh und Bihar. Er mündet schließlich bei Sonpur in den Ganges. Dort findet alljährlich im November und Dezember die Sonpur Mela statt.
Der Gandak hat eine Länge von etwa 400 km. Das Einzugsgebiet des Gandak umfasst 46.300 km². Der mittlere Abfluss beträgt 1760 m³/s. Die Abflüsse können zwischen 200 und 400 m³/s im Winter und 15.000 m³/s in der Monsun-Zeit im Sommer variieren. Hochwasser führen immer wieder zu starken Verwüstungen entlang des Flusslaufes.